# Paulogramma hydarnis
Paulogramma hydarnis (ex Callicore, agora Paulogramma) é uma borboleta neotropical da família Nymphalidae, encontrada no Brasil. Apresenta, vista por baixo, asas posteriores com coloração predominantemente amarela e marcações escuras similares a um 88 (margeadas por uma circunferência em cada "8"). Não possui os contornos em azul claro na borda das asas anteriores, comum a espécies do gênero Paulogramma, e nem um pontilhado da mesma tonalidade próximo à borda das asas posteriores. A "numeração" também não apresenta o interior azul claro. Em vista superior, a espécie apresenta as asas anteriores com uma pequena faixa vermelha (ao contrário da face inferior, onde o vermelho é bem distribuído) e marcações em azul metálico próximos ao corpo do inseto; também apresentando pequena marca clara próxima ao ápice das asas. As asas posteriores são, em grande parte, azuis metálicas com margem negra bem aparente.

## Conservação
Paulogramma hydarnis é uma espécie ameaçada, colocada na lista da fauna brasileira ameaçada de extinção, encontrada na região de Minas Gerais e Espírito Santo e sendo raramente avistada. Coletas do início do Século XXI registraram a espécie na região da Serra do Caparaó, em altitude de 1.200 metros.